# Roptrocerus barbatus
Roptrocerus barbatus är en stekelart som beskrevs av Kamijo 1981. Roptrocerus barbatus ingår i släktet Roptrocerus och familjen puppglanssteklar. Inga underarter finns listade i Catalogue of Life.